# Branko Đurić
Pour les articles homonymes, voir Đurić.
Branko Đurić, né le 28 mai 1962 à Sarajevo, est un acteur, réalisateur et musicien bosnien.

## Biographie
Né et élevé à Sarajevo, Branko est devenu célèbre en ex-Yougoslavie grâce à la série Top Lista Nadrealista dans les années 1980. Il est le fondateur du groupe de rock SCH et leader de Bombaj Štampa. En août 1992, plusieurs mois après le début de la guerre de Bosnie, il s'est réfugié en Slovénie où il réside depuis lors.

## Filmographie
- 1989 : The Fall of Rock and Roll (Kako je propao rokenrol)
- 1989 : Kuduz
- 1991 : An Additional Soul (Ovo malo duše)
- 2001 : No Man's Land (Ničija zemlja)
- 2003 : Kajmak and Marmalade
- 2003 : A Small World (Mali svet)
- 2005 : Amatemi
- 2005 : Bal-Can-Can
- 2009 : Eyes of War
- 2011 : Au pays du sang et du miel
- 2013 : With Mom
- 2014 : See You in Montevideo